# Konrad Wedemeyer der Ältere

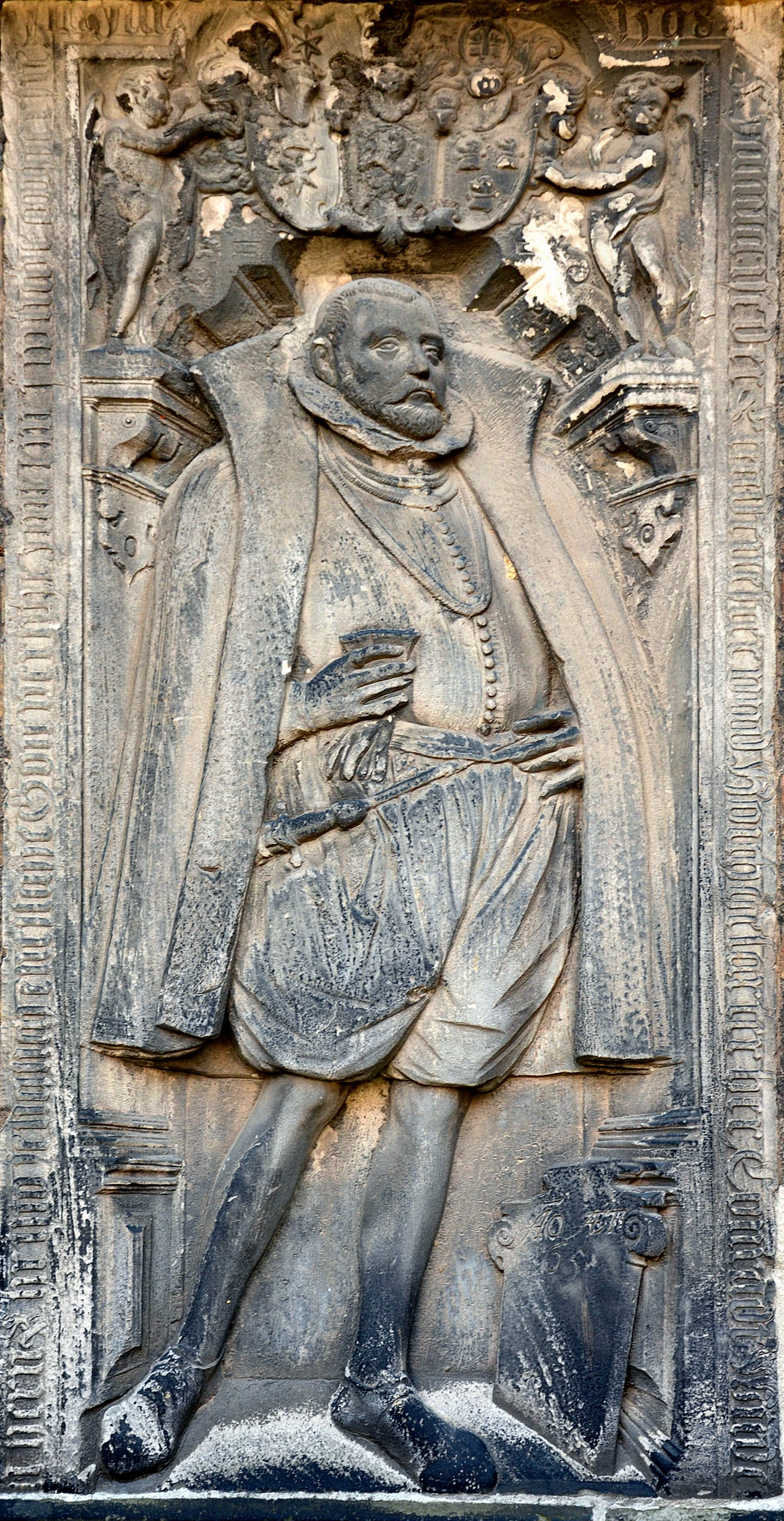
Das – denkmalgeschützte – 1598 von einem Mitglied der Künstlerfamilie Wulff geschaffene Epitaph des Conrad Wiedemeyer an der Nordwand der Marktkirche in Hannover

Konrad Wedemeyer der Ältere, auch: Conrad Wedemeyer oder Conrad Wedemeier oder Conrad Wiedemeyer (* 26. Januar 1533 in Gronau; † 25. Januar 1598 in Hannover) war fürstlicher Rat und Großvogt des Fürstentums Calenberg und steht für den Beginn eines jahrhundertealten gesellschaftlichen Aufstiegs der Familie von Wedemeyer.

## Leben

### Familie
Conrad Wedemeyer wurde geboren als Sohn des seinerzeitigen Gronauer Stadtrates und Bürgermeisters Hans Wedemeyer, von dem das Adelsgeschlecht von Wedemeyer seinen Stammbaum sicher herleitet. Conrad heiratete in erster Ehe eine Tochter des seit 1529 herzoglichen Kanzlers Jakob Reinhard, der 1540 gemäß dem Testament von Herzog Erich I. zu Calenberg-Göttingen zusammen mit dessen Witwe Elisabeth von Brandenburg und dem hessischen Landgrafen Philipp I. zum Vormund des noch minderjährigen Sohnes Erich II. wurde. Konrads zweite Ehefrau war eine Geborene von Borries. Da des Kanzler Reinhards Sohn vor ihm gestorben war, wurde nach seinem Ableben im Jahre 1569 Konrad Wedemeyer als sein Schwiegersohn mit dessen Burgsassenhof zu Eldagsen belehnt. Konrad Wedemeyers 1564 geborene Tochter Anna hatte 1587 Joachim Brandis den Jüngeren in Hildesheim geheiratet. Daneben hatte Konrad einen einzigen Sohn gleichen Namens, der 1597 Margarethe Brandis aus Hildesheim heiratete.

### Werdegang
Conrad Wedemeyer studierte Rechtswissenschaften an der Universität Erfurt und trat im Jahr 1533 in den Dienst von Erich, Herzog von Braunschweig-Lüneburg und Fürst zu Calenberg-Göttingen.
Ab 1553 diente Wedemeyer seinem Landesherrn als Sekretär in Münden am dortigen Hof. 1560 wurde Wiedemeyer zum Großvogt ernannt und leitete in dieser Funktion – „[...] mit Unterbrechungen“ – bis 1593 das Amt Calenberg. 1585 verfasste er eine Denkschrift über die Verwaltung.
Im Jahr 1564 wurde Konrad Wedemeyer von Erich II. mit dem Gallenhof in der Stadt Hannover belehnt. 1576 leistete er Bürgschaft für Wilhelm II., Dompropst von Hildesheim, Graf von Holstein, Schaumburg und Sternberg, eines Sohnes des Grafen Jobst I.

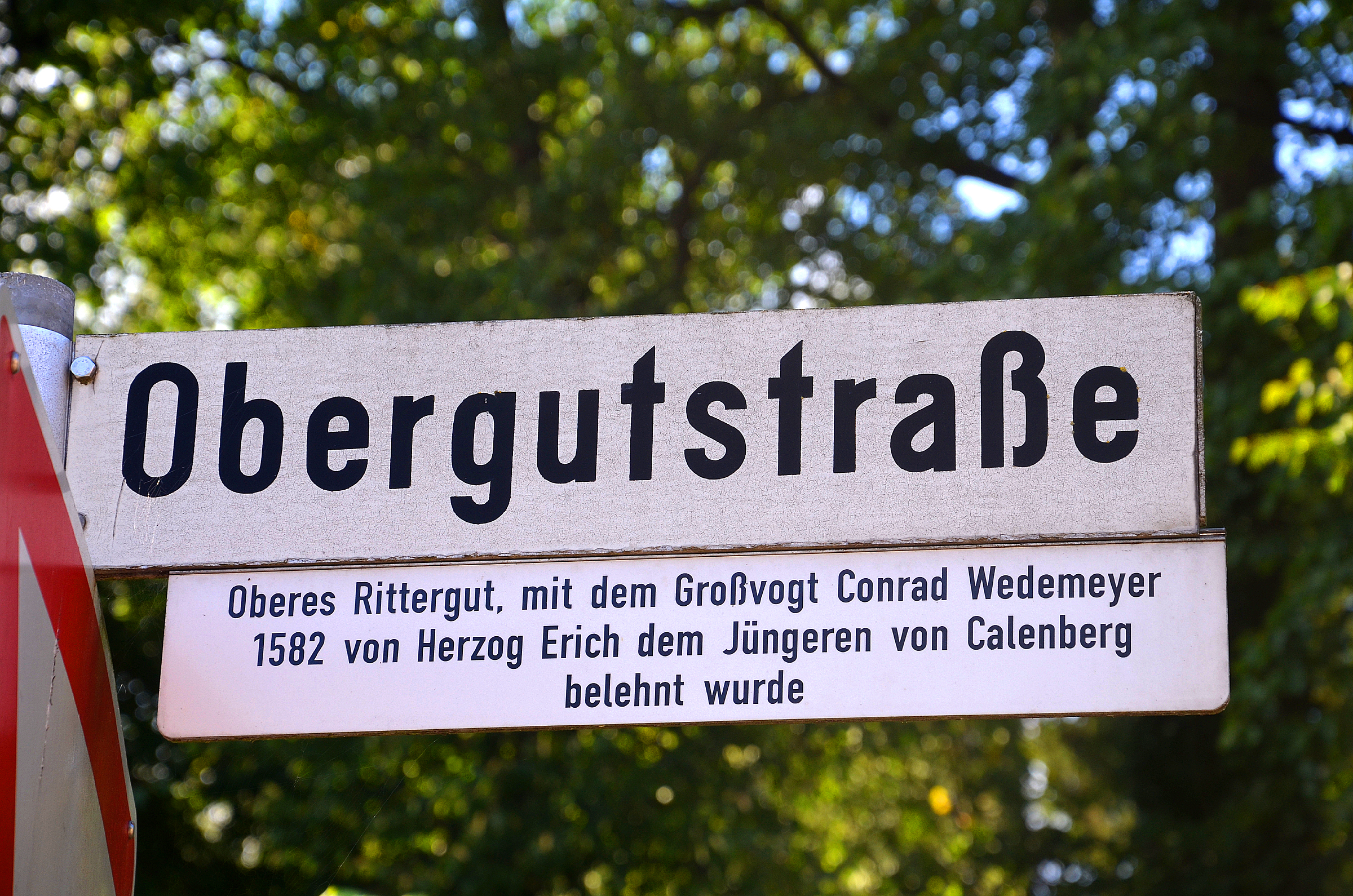
Mit dem „Oberen Rittergut“ belehnte Herzog Erich II. von Calenberg seinen Großvogt in Eldagsen;
Straßenschild Obergutstraße mit Legendentafel

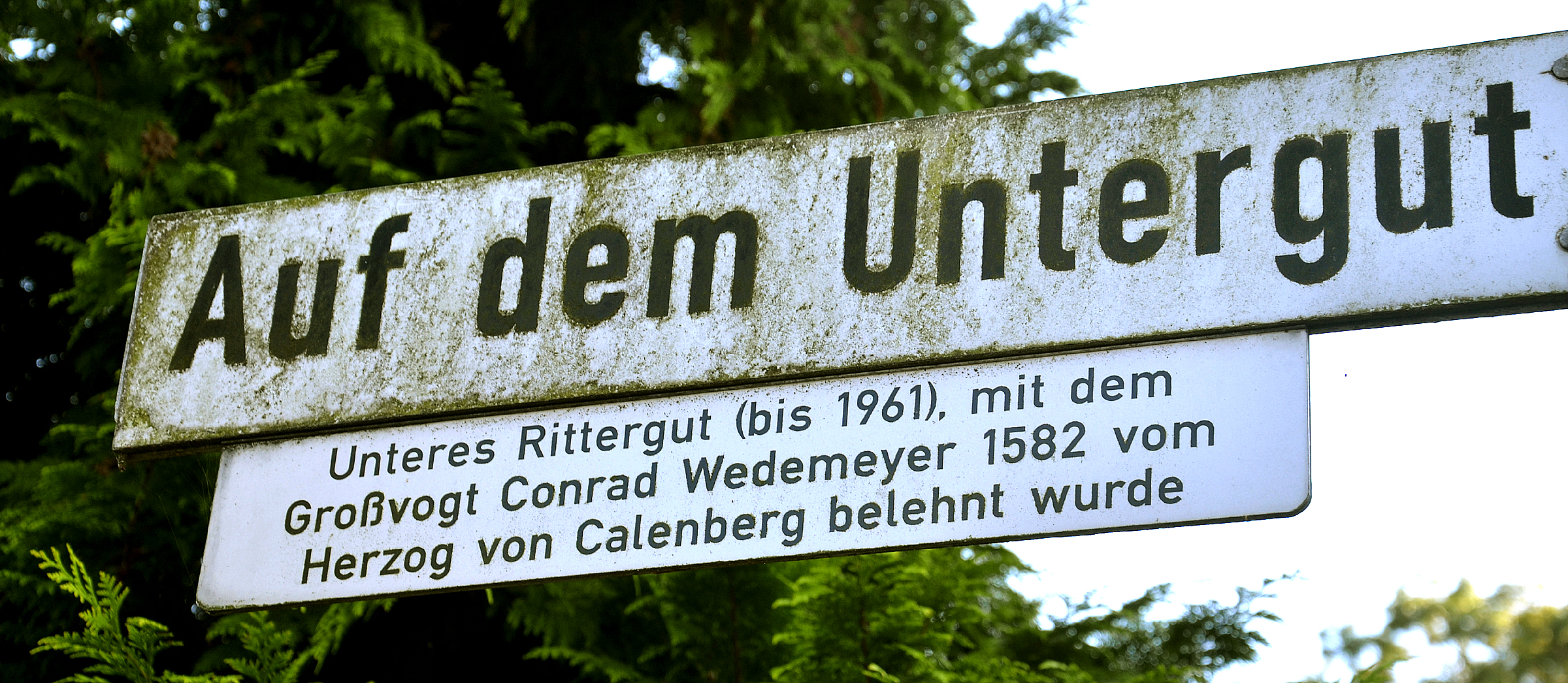
Im selben Jahr erhielt Wedemeyer dort auch das Untergut, das bis 1961 bestand.

Später erwarb Conrad Wedemeyer zwei Rittergüter in Eldagsen: 1582 war der Großvogt zum einen mit dem Sattelhof des Adelsgeschlechtes derer von Stemmen belehnt worden. Das sogenannte „Untergut“ in Eldagsen wurde später zum Wohnsitz der Untergut-Linie der Familie, das sich bis heute als Rittergut Wederade an der Coppenbrügger Straße erhalten hat. Das andere Lehen war ein ehemaliger Burgmannshof der Grafen von Hallermund, mit dessen Burg der Großvogt von Calenberg ebenfalls belehnt wurde. Die Burganlage wurde später – im Dreißigjährigen Krieg – 1626 zerstört, so dass die Nachkommen Wedemeyers ihren Wohnsitz an das sogenannte „Obergut“ in Eldagsen verlegte. Diese Gesamtanlage mit ihren zum Teil später erbauten Gebäuden steht heute unter Denkmalschutz.
Conrad Wedemeyer wurde in Hannover in der Marktkirche begraben „[...] bey der Tauffee nach dem Markte“. Sein sandsteinernes, oftmals auch als Grabplatte bezeichnetes Epitaph mit den Wappen der drei Familien Reinhard (Reinharter), Wedemeyer und Borries findet sich an der Nordwand außerhalb der Marktkirche am Hanns-Lilje-Platz.

## Archivalien
Archivalien zu Konrad Wedemeyer finden Niedersächsischen Landesarchiv (Standort Hannover), dort in den Abteilungen Deposita, Kartenabteilung und Sammlungen bis 1945.